# Велика Британія на зимових Олімпійських іграх 1980
Велика Британія брала участь у Зимових Олімпійських іграх 1980 року у Лейк-Плесіді (США). Збірну країни представляли 48 спортсменів (36 чоловіків та 12 жінок). Прапороносцем на церемонії відкриття став санкар Джеремі Палмер-Томкінсон. Країна взяла утринадцяте участь у зимовій Олімпіаді. Британські спортсмени завоювали одну золоту медаль.

## Медалісти
| Медаль | Ім'я         | Вид спорту      | Дисципліна                  | Дата |
| ------ | ------------ | --------------- | --------------------------- | ---- |
| Золото | Робін Казінс | Фігурне катання | одиночне катання (чоловіки) |      |

## Спортсмени
Кількість спортсменів, що взяли участь в Іграх, за видами спорту.
| Вид спорту          | Чоловіки | Жінки | Загалом |
| ------------------- | -------- | ----- | ------- |
| Біатлон             | 4        | 0     | 4       |
| Бобслей             | 8        | 0     | 8       |
| Гірськолижний спорт | 5        | 4     | 9       |
| Ковзанярський спорт | 4        | 2     | 6       |
| Лижні перегони      | 3        | 0     | 3       |
| Санний спорт        | 5        | 2     | 7       |
| Фігурне катання     | 5        | 4     | 9       |
| Загалом             | 36       | 12    | 48      |

## Біатлон
У змаганнях з біатлону взяли участь чотири британських спортсмени, які змагалися у трьох дисциплінах. Найкращі результати показав Кіт Олівер, зайнявши 20-е місце у спринті (серед 50-ти учасників) та 16-те місце в індивідуальних перегонах (з 49 учасників). В естафеті 4 х 7,5 км команда Великої Британії зайняла 12 місце (з 15 команд).
| Дисципліна                     | Спортсмен                                     | Промахи 1 | Час        | Місце |
| ------------------------------ | --------------------------------------------- | --------- | ---------- | ----- |
| 10 км спринт (чоловіки)        | Пол Гіббінс                                   | 5         | 38:44.24   | 42    |
| 10 км спринт (чоловіки)        | Джим Вуд                                      | 4         | 38:30.09   | 40    |
| 10 км спринт (чоловіки)        | Кіт Олівер                                    | 2         | 35:45.89   | 20    |
| естафета 4 x 7.5 км (чоловіки) | Грем Фергюсон Кіт Олівер Джим Вуд Пол Гіббінс | 2         | 1'42:10.59 | 12    |

| Дисципліна                              | Спортсмен     | Час        | Пенальті | Розрахунковий час2 | Місце |
| --------------------------------------- | ------------- | ---------- | -------- | ------------------ | ----- |
| 20 км індивідуальні перегони (чоловіки) | Грем Фергюсон | 1'12:53.98 | 7        | 1'19:53.98         | 33    |
| 20 км індивідуальні перегони (чоловіки) | Джим Вуд      | 1'12:45.37 | 3        | 1'15:45.37         | 25    |
| 20 км індивідуальні перегони (чоловіки) | Кіт Олівер    | 1'12:02.30 | 2        | 1'14:02.30         | 16    |

1 За кожну пропущену мішень потрібно було пройти на лижах штрафну петлю довжиною 150 метрів
2 Одна хвилина додається за кожний промах (попадання у зовнішнє кільце), дві хвилини додається за повний промах.

## Бобслей
Велику Британію в цих іграх представляли 8 бобслеїстів, що змагалися у двох дисциплінах: по дві команди у парних следах та у четвірках. Найкращих результат показала команда GBR-1 у четвірках, посівши 9 сходинку, а команда GBR-2 зайняла останнє 15 місце (всього змагалося 17 команд, але след Канади не дійшов до фінішу на третьому заїзді, а команду Швеції дискваліфіковано). У двійках британські команди зайняли 10-е та 17-е місця (серед 20 команд).
| След  | Спортсмени                                                | Дисципліна          | Заїзд 1 | Заїзд 1 | Заїзд 2 | Заїзд 2 | Заїзд 3 | Заїзд 3 | Заїзд 4 | Заїзд 4 | Всього  | Всього |
| След  | Спортсмени                                                | Дисципліна          | Час     | Місце   | Час     | Місце   | Час     | Місце   | Час     | Місце   | Час     | Місце  |
| ----- | --------------------------------------------------------- | ------------------- | ------- | ------- | ------- | ------- | ------- | ------- | ------- | ------- | ------- | ------ |
| GBR-1 | Джонні Вудолл Джон Гавелл                                 | двійки (чоловіки)   | 1:04.12 | 15      | 1:04.12 | 10      | 1:03.65 | 11      | 1:04.03 | 13      | 4:15.92 | 10     |
| GBR-2 | Роджер Поттер Майкл П'ю                                   | двійки (чоловіки)   | 1:04.93 | 20      | 1:04.77 | 17      | 1:04.40 | 18      | 1:04.47 | 17      | 4:18.57 | 17     |
| GBR-1 | Джонні Вудолл Тоні Воллінгтон Коррі Браун Джон Гавелл     | четвірки (чоловіки) | 1:01.44 | 11      | 1:01.42 | 10      | 1:00.98 | 11      | 1:01.08 | 7       | 4:04.92 | 9      |
| GBR-2 | Джекі Прайс Гомер Ллойд Ендрю Огілві-Веддерберн Нік Фіппс | четвірки (чоловіки) | 1:01.79 | 16      | 1:01.90 | 15      | 1:02.11 | 16      | 1:01.89 | 15      | 4:07.69 | 15     |

## Гірськолижний спорт
У гірськолижних змаганнях брали участь 9 британських спортсменів (5 чоловіків та 4 жінки). Найкращий результат показав Конрад Бартельскі, який у швидкісному спуску зайняв 12 місце серед 47 учасників. Це була його третя зимова Олімпіада. Серед жінок відзначилася Валентина Іліффе, посівши 16 місце у змаганнях із слалому (у змаганнях взяли участь 48 гірськолижниць, але пройшли обидва заїзди лише 19).
| Спортсмен         | Дисципліна                    | Спуск 1       | Спуск 1 | Спуск 2 | Спуск 2 | Всього        | Всього |
| Спортсмен         | Дисципліна                    | Час           | Місце   | Час     | Місце   | Час           | Місце  |
| ----------------- | ----------------------------- | ------------- | ------- | ------- | ------- | ------------- | ------ |
| Алан Стюарт       | швидкісний спуск (чоловіки)   |               |         |         |         | 1:53.41       | 30     |
| Девід Каргілл     | швидкісний спуск (чоловіки)   |               |         |         |         | 1:52.02       | 29     |
| Росс Бліт         | швидкісний спуск (чоловіки)   |               |         |         |         | 1:51.12       | 28     |
| Конрад Бартельскі | швидкісний спуск (чоловіки)   |               |         |         |         | 1:48.53       | 12     |
| Родді Ленгмюр     | гігантський слалом (чоловіки) | не фінішував  | –       | –       | –       | не фінішував  | –      |
| Росс Бліт         | гігантський слалом (чоловіки) | 1:29.21       | 46      | 1:30.89 | 43      | 3:00.10       | 43     |
| Конрад Бартельскі | гігантський слалом (чоловіки) | 1:27.71       | 43      | 1:29.99 | 41      | 2:57.70       | 39     |
| Алан Стюарт       | гігантський слалом (чоловіки) | 1:25.53       | 38      | 1:27.42 | 35      | 2:52.95       | 33     |
| Алан Стюарт       | слалом (чоловіки)             | не фінішував  | –       | –       | –       | не фінішував  | –      |
| Родді Ленгмюр     | слалом (чоловіки)             | не фінішував  | –       | –       | –       | не фінішував  | –      |
| Конрад Бартельскі | слалом (чоловіки)             | не фінішував  | –       | –       | –       | не фінішував  | –      |
| Росс Бліт         | слалом (чоловіки)             | 1:04.14       | 34      | 59.42   | 28      | 2:03.56       | 28     |
| Валентина Іліффе  | швидкісний спуск (жінки)      |               |         |         |         | 1:43.28       | 25     |
| Мойра Каргілл     | швидкісний спуск (жінки)      |               |         |         |         | 1:42.82       | 24     |
| Валентина Іліффе  | гігантський слалом (жінки)    | 1:23.33       | 34      | 1:39.43 | 31      | 3:02.76       | 31     |
| Енн Робб          | гігантський слалом (жінки)    | 1:20.79       | 32      | 1:35.29 | 27      | 2:56.08       | 27     |
| Кірстен Кернс     | слалом (жінки)                | не фінішувала | –       | –       | –       | не фінішувала | –      |
| Енн Робб          | слалом (жінки)                | не фінішувала | –       | –       | –       | не фінішувала | –      |
| Валентина Іліффе  | слалом (жінки)                | 48.88         | 22      | 49.68   | 16      | 1:38.56       | 16     |

## Ковзанярський спорт
В Іграх країну представляли 6 ковзанярів (4 чоловіків і двоє жінок) у 9 дисциплінах. В жодній з дисциплін британці не відзначилися, не увійшовши навіть у першу двадцятку.
| Дисципліна         | Спортсмен     | Час      | Місце |
| ------------------ | ------------- | -------- | ----- |
| 500 м (чоловіки)   | Арчі Маршалл  | DSQ      | –     |
| 1000 м (чоловіки)  | Арчі Маршалл  | 2:00.93  | 40    |
| 1500 м (чоловіки)  | Алан Люк      | 2:17.79  | 34    |
| 1500 м (чоловіки)  | Джефф Сендіс  | 2:15.06  | 33    |
| 5000 м (чоловіки)  | Джефф Сендіс  | 8:01.09  | 28    |
| 5000 м (чоловіки)  | Джон Френч    | 7:59.62  | 27    |
| 5000 м (чоловіки)  | Алан Люк      | 7:52.65  | 26    |
| 10000 м (чоловіки) | Джон Френч    | 16:17.56 | 24    |
| 500 м (чоловіки)   | Кім Ферран    | 47.25    | 30    |
| 1000 м (жінки)     | Менді Горспул | 1:36.31  | 37    |
| 1000 м (жінки)     | Кім Ферран    | 1:34.19  | 35    |
| 1500 м (жінки)     | Кім Ферран    | DSQ      | –     |
| 1500 м (жінки)     | Менді Горспул | 2:23.05  | 28    |
| 3000 м (жінки)     | Менді Горспул | 5:08.78  | 26    |

## Лижні перегони
У лижних перегонах змагалися троє британців в одній дисципліні — перегонах на 15 км серед чоловіків. Найкращий результат у Чарльза МакАйвора — 49-е місце, тоді як Майкл Гуд посів 52-е, а Філіп Джеклін — 57 місце (з 63-х учасників).
| Дисципліна       | Спортсмен       | Час      | Місце |
| ---------------- | --------------- | -------- | ----- |
| 15 км (чоловіки) | Філіп Джеклін   | 52:14.17 | 57    |
| 15 км (чоловіки) | Майкл Гуд       | 49:47.20 | 52    |
| 15 км (чоловіки) | Чарльз МакАйвор | 48:37.57 | 49    |

## Санний спорт
На зимовій Олімпіаді 1980 року Британію представляли 7 саночників (5 чоловіків та 2 жінок) у трьох дисциплінах.
| Спортсмен                           | Дисципліна                | Заїзд 1 | Заїзд 1 | Заїзд 2 | Заїзд 2 | Заїзд 3 | Заїзд 3 | Заїзд 4 | Заїзд 4 | Всього   | Всього |
| Спортсмен                           | Дисципліна                | Час     | Місце   | Час     | Місце   | Час     | Місце   | Час     | Місце   | Час      | Місце  |
| ----------------------------------- | ------------------------- | ------- | ------- | ------- | ------- | ------- | ------- | ------- | ------- | -------- | ------ |
| Ніл Тауншенд                        | одномісні сани (чоловіки) | 46.726  | 27      | 45.358  | 14      | 45.037  | 11      | 45.278  | 14      | 3:02.399 | 16     |
| Дерек Прентіс                       | одномісні сани (чоловіки) | 45.502  | 24      | 45.880  | 18      | 46.425  | 22      | 46.715  | 20      | 3:04.522 | 22     |
| Джеремі Палмер-Томкінсон            | одномісні сани (чоловіки) | 45.191  | 18      | 46.947  | 22      | 45.060  | 12      | 45.066  | 13      | 3:02.264 | 15     |
| Дерек Прентіс Крістофер Дайсон      | двомісні сани (чоловіки)  | 40.705  | 14      | 41.862  | 15      |         |         |         |         | 1:22.567 | 14     |
| Джеремі Палмер-Томкінсон Джон Денбі | двомісні сани (чоловіки)  | 42.406  | 18      | 48.493  | 19      |         |         |         |         | 1:30.899 | 19     |
| Авріл Вокер                         | одномісні сани (жінки)    | 52.277  | 26      | 42.852  | 25      | DNF     | –       | –       | –       | DNF      | –      |
| Джоанна Вівер                       | одномісні сани (жінки)    | 40.881  | 22      | 41.201  | 23      | 41.167  | 20      | 42.032  | 23      | 2:45.281 | 23     |

## Фігурне катання
Велика Британія була досить широко представлена у змагання з фігурного катання — 9 осіб (5 чоловіків та 4 жінок). Робін Казінс став єдиним британським медалістом на Олімпіаді-80, здобувши золоту медаль в чоловічому одиночному катанні. Крістофер Говарт у цій дисципліні посів 15 сходинку (з 17 учасників). Карена Річардсон у жіночому катанні стала 12-ю серед 22-х учасників. У парному катанні Сьюзі Гарленді Роберт Доу посіли 10-у сходинку з 12-ти. У танцях на льоду Джейн Торвілл і Крістофер Дін зайняли останню 12-у позицію.
| Спортсмени                  | Змагання                    | CF/CD | SP | FS/FD  | Бали   | Places | Місце |
| --------------------------- | --------------------------- | ----- | -- | ------ | ------ | ------ | ----- |
| Крістофер Говарт            | одиночне катання (чоловіки) | 16    | 15 | 15     | 145.66 | 134    | 15    |
| Робін Казінс                | одиночне катання (чоловіки) | 4     | 1  | 1      | 189.48 | 13     | 1     |
| Карена Річардсон            | одиночне катання (жінки)    | 10    | 9  | 4      | 168.94 | 109    | 12    |
| Сьюзі Гарленд Роберт Доу    | парне катання               |       | 11 | 10     | 124.36 | 91     | 10    |
| Карен Барбер Нікі Слейтер   | танці на льоду              | 12    |    | 12     | 176.92 | 104    | 12    |
| Джейн Торвілл Крістофер Дін | танці на льоду              | 5     | 5  | 197.12 | 42     | 5      |       |